# احمد نجفی
سید احمد نجفی (زاده ۲ فروردین ۱۳۲۷ خرمشهر) بازیگر سینما و مجری برنامه تلویزیونی اهل ایران است.

## زندگی
خاندان نجفی (از سادات مرعشی) از شوشتر به خرمشهر کوچ کردند و وی در سال ۱۳۲۷ در این شهر زاده شد. نجفی در سال ۱۳۵۲ پس از اخذ دیپلم راهی آمریکا شد. با توجه به این که شغل پدر وی تجارت بود، تحصیل در رشته مدیریت بازرگانی را آغاز کرد و در سال ۱۳۵۷ به پایان رساند. او در سال ۱۳۵۹ معاون شبکه دو سیما شد.

## ممنوع الفعالیت شدن
نجفی در مصاحبه با جام جم گفت: 
در تلویزیون و بعد سینما حدود، ۱۵ یا ۱۶ سال پیش [حدود سال ۷۶] و در عین ناآگاهی و این که به چه دلیل ممنوع الکار شدم. مرا متهم کردند که با یک شبکه ماهواره‌ای فارسی‌زبان به نام پی.دی. اف مصاحبه کرده‌ام. از وقتی دیگر آقای احمدی‌نژاد آمد خدا را شکر بحث ممنوع الکاری در سینما کنار گذاشته شد.
 او در برنامه دورهمی، اینکه محمود احمدی‌نژاد ممنوع‌الکاری وی را تعلیق‌کرده تکذیب کرد.

## انتخابات شورای شهر
احمد نجفی که یکبار از نامزدیش در انتخابات دوره چهارم شورای شهر تهران (۱۳۹۲) انصراف داده بود، با پس‌گرفتن انصرافش، دوباره به صورت مستقل وارد رقابت با دیگر نامزدها شد. وی در این انتخابات موفق به کسب آرای لازم نشد.

## شورای عالی سینما
نجفی با حکم وزیر فرهنگ و ارشاد اسلامی در دولت دوم محمود احمدی‌نژاد (۱۳۹۰) به عضویت شورای عالی سینما درآمد و تا فروردین ۱۳۹۳ در این جایگاه بود. اعضای اولیه این شورا به صورت زیر بودند:
داوود میرباقری، مسعود جعفری جوزانی، احمد نجفی، جمال شورجه، مسعود ده نمکی و محسن علی‌اکبری.

## فیلم‌های سینمایی
1. مشت آخر (۱۳۹۷، مهدی فخیم زاده)
2. من یک ایرانی‌ام (۱۳۹۳، محمدرضا آهنج)
3. استرداد (۱۳۹۰، علی غفاری)
4. پایان‌نامه (۱۳۹۰، حامد کلاهداری)
5. دوازده صندلی (۱۳۹۰، اسماعیل براری)
6. فیتیله و ماه پیشونی (۱۳۹۰، آرش معیریان)
7. خاک و آتش (۱۳۸۹، مهدی صباغ زاده)
8. شور شیرین (۱۳۸۸، جواد اردکانی)
9. یک مرد، یک شهر (۱۳۸۶، حسن هدایت)
10. مسیح (۱۳۸۴، نادر طالب زاده)
11. بشارت منجی (۱۳۸۳، نادر طالب زاده)
12. شوریده (۱۳۸۳، محمدعلی سجادی)
13. گرداب (فیلم ۱۳۸۳) (۱۳۸۳، حسن هدایت)
14. هشت‌پا (۱۳۸۳، علیرضا داوودنژاد)
15. سایه روشن (۱۳۸۰، حسن هدایت)
16. سگ‌کشی (۱۳۷۹، بهرام بیضایی)
17. صدای سخن عشق (۱۳۷۹، رضا شالچی)
18. کمکم کن (۱۳۷۷، رسول ملاقلی پور)
19. هتل کارتن (۱۳۷۵، سیروس الوند)
20. بالاتر از خطر (۱۳۷۵، سعید عالم زاده)
21. توفان شن (۱۳۷۵، جواد شمقدری)
22. آخرین بندر (۱۳۷۳، حسن هدایت)
23. خط آتش (۱۳۷۳، فرید سجادی حسینی، علی سجادی حسینی)
24. تجارت (۱۳۷۳، مسعود کیمیایی)
25. پناهنده (۱۳۷۲، رسول ملاقلی پور)
26. تاواریش (۱۳۷۲، مهدی فخیم زاده)
27. برخورد (۱۳۷۰، سیروس الوند)
28. گروهبان (۱۳۶۹، مسعود کیمیایی)
29. دندان مار (۱۳۶۸، مسعود کیمیایی)

## تلویزیون
- ۱۳۷۴ - کارآگاه (حسن هدایت)
- ۱۳۷۵ - توفان شن (جواد شمقدری)
- ۱۳۷۵ - پیگرد (اردشیر طلوعی)
- ۱۳۷۸ - جزیره‌ای در خشکی (حسین قاسمی جامی)
- ۱۳۷۸ - شب چراغ (امیر قویدل)، (جمال شورجه)
- ۱۳۷۹ - ولایت عشق (مهدی فخیم زاده)
- ۱۳۷۹ - یک میهمان (حسن هدایت)
- ۱۳۸۰ - روزهای آخر (محسن محسنی نسب)
- ۱۳۸۱ - پرده عشق (جمال شورجه)
- ۱۳۸۲ - چهل سرباز (محمد نوری زاد)
- ۱۳۸۲ - برگه‌های سفید (شفیع آقامحمدیان)
- ۱۳۸۳ - ۱۰۱ راه برای ذله کردن پدر و مادرها (حجت قاسم‌زاده اصل)
- ۱۳۸۴ - گارد ساحلی (محسن شاه محمدی)
- ۱۳۸۴ - پدرخوانده (محمدرضا ورزی)
- ۱۳۸۶ - کارآگاه علوی (حسن هدایت)
- ۱۳۸۷ - بشارت منجی (نادر طالب زاده)
- ۱۳۸۹ - عملیات ۱۲۵ (سری دوم) (محمدرضا آهنج)
- ۱۳۸۹ - چیزی شبیه معجزه (حسین برزیده)
- ۱۳۸۹ - ملکوت (محمدرضا آهنج)
- ۱۳۹۲ - شب شیشه‌ای
- عمارت فرنگی (محمدرضا ورزی)
- ۱۳۹۴ - معمای شاه (محمدرضا ورزی)
- ۱۳۹۹ - روزهای ابدی (جواد شمقدری)
- ۱۴۰۰ - سه‌شنبه ۱۴ جولای (محمدجواد حسینی)
- درحال ساخت - سلمان فارسی (داود میرباقری)
- ۱۴۰۲ - سنجرخان (محمدحسین لطیفی)
- ۱۴۰۳ - تانک خورها - پرویز شیخ طادی
- ۱۴۰۳ - هشت پا (احمد معظمی)

## اجرا
1. صندلی داغ (فصل دوم-مجری)
2. با ایرانیان (مجری)
3. یک بار دیگر (مجری)
4. فرش قرمز (مجری)